# مجلس الوصول الأمريكي
مجلس الوصول الأمريكي أو مجلس الولايات المتحدة للوصول (بالإنجليزية: United States Access Board)، المعروف سابقاً باسم مجلس الامتثال لحواجز العمارة والنقل، هو وكالة مستقلة تابعة لحكومة الولايات المتحدة، تُعنى بتعزيز إمكانية الوصول للأشخاص ذوي الإعاقات. أُنشئ المجلس عام 1973 بهدف ضمان وصول الأشخاص ذوي الإعاقة إلى المرافق الممولة اتحاديًا.
يعمل المجلس على تطوير وصيانة المعايير التصميمية للبيئة المبنية، ومركبات النقل، ومعدات الاتصالات، وتقنيات المعلومات الإلكترونية. كما يُقدم المساعدة الفنية والتدريب بشأن هذه المعايير، ويستمر في تطبيق اللوائح المتعلقة بإمكانية الوصول للمرافق التي تمولها الحكومة الاتحادية.
يُعد المجلس هيئة تنسيقية بين الوكالات الفيدرالية، ويمثل عامة الناس، خاصة الأفراد من ذوي الإعاقة. ويتكوّن نصف أعضائه من ممثلي الوزارات الفيدرالية، بينما يُعيّن النصف الآخر من قِبل رئيس الولايات المتحدة، ويجب أن يكون أغلبهم من ذوي الإعاقة.

## وصلات خارجية
- الموقع الرسمي

1. ↑  وصلة مرجع: https://web.archive.org/web/20211122200809/https://www.access-board.gov/law/ra.html.
2. 1 2 3 4  وصلة مرجع: https://www.access-board.gov/. الوصول: 2 مايو 2017.